# Andreas Fasbender
Andreas Fasbender (* 1957 in Hagen) ist ein deutscher Maler.
Fasbender absolvierte sein Studium an der Kunstakademie Münster 1985. Zahlreiche Preise, Stipendien, internationale Ausstellungen und öffentliche Ankäufe durch Museen folgten. Seit 1994 hat er sein vom Berliner Senat gefördertes Atelier in Berlin und lebt auch in Berlin.

## Perkussive Malerei
Perkussive Malerei liefert formal wie inhaltlich den originären Einstieg in das Werk des Malers und Perkussionisten Andreas Fasbender. Die Leinwand als klassischer Farbträger wird zum Musikinstrument.
Andreas Fasbender hat sich seit 1991 mit seiner perkussiven Malerei einen ganz eigenen künstlerischen Stil geschaffen, indem er Tonabnehmer hinter die Leinwand montiert und so die auf die Leinwand geschlagene Farbe als Ton bzw. Rhythmus hörbar macht. Perkussive Malerei ist für Andreas Fasbender die unbedingte Synthese aus Malerei und Musik. Musik als das zentrale Motiv seiner Leinwand spiegelt retrospektivisch die getrommelten Arrangements wider und schafft dadurch dem Betrachter die Möglichkeit, den Rhythmus optisch zu erfassen und sie so noch einmal „zu hören“.
Andreas Fasbenders Instrument ist die Conga. Die Vitalität, die sie verkörpert, ist Zeichen für die Dynamik seiner Bildgestaltung und bewahrt gleichzeitig wie im Jazz den experimentellen Charakter seiner Werke. Seinen Bildkompositionen inhärent ist der freie Umgang mit Farbe, Material, Figuration und Gestus. Materialfelder und Farbflecken können sich zugleich auch zu potentiellen Trommelfellen verwandeln. 

## Werke im öffentlichen Besitz
- Musée Prouvost, Lille
- Haus der Geschichte der Bundesrepublik Deutschland, Bonn
- Museum of Contemporary Art, Sydney
- Karl Ernst Osthaus-Museum, Hagen
- Werner Richard - Dr. Carl Dörken Stiftung
- FernUniversität Hagen
- Kunstsammlung Landkreis Waldshut

## Einzelausstellungen (Auswahl)
- 2011 Kunstverein Husum
- 2010 Städtische Galerie im Parktheater, Iserlohn
- 2009 Landtag NRW, Düsseldorf
- 2008 Galerie Janzen, Wuppertal
- 2007 Galerie im Stift, Lutherstadt Wittenberg
- Galerie F 92, Berlin
- 2006 Galerie ARTAe, Leipzig
- UNESCO/Deutsche Botschaft Paris
- 2005 Fernuniversität Hagen
- 2004 Kunstverein Wesseling
- 2003 Galerie im Körnerpark, Berlin
- Galerie Deschler, Berlin
- 2002 Museum Schloss Bondorf, Waldshut
- Goethe Institut Neapel
- 2001 Musée Prouvost, Lille
- Karl-Ernst-Osthaus-Bund, Hagen
- Goethe Institut Bukarest
- 2000 Galerie Deschler, Berlin
- Goethe Institut Lille/Galerie Quai de la Batterie, Arras,
- 1999 Goethe Institut/Bateau-Lavoir, Paris
- Galerie 8 PQ, Bonn
- 1998 Galerie Septentrion, Lille
- 1997 Galerie Deschler, Berlin
- Beatty Gallery, Sydney
- 1996 Galerie Deschler, Berlin
- Kunstverein Jülich, Jülich
- 1995 Kunstverein Biberach
- 1994 Diözesanmuseum, Paderborn
- Städtische Galerie, Soest
- 1993 Galerie Le Carré, Lille
- Kunstverein Bretten, Bretten
- 1992 Städtische Galerie, Altena
- Hagenring Galerie, Hagen
- 1991 Galerie Palais Walderdorff, Kunstverein Trier
- 1990 Galerie Septentrion, Lille